# 1인 2표제
1인 2표제는 유권자들이 서로 다른 시스템을 사용하는 단일 의회에 대해 두 번의 개별 선거에 실제로 참여하며, 한 선거에서의 결과가 다른 시스템의 결과에 거의 또는 전혀 영향을 미치지 않는 혼합 선거 시스템을 말한다.

## 도입 사례
대한민국에서는 17대 총선부터 도입된 총선 투표 방식이다. 비례대표 국회의원을 선출함에 있어 기존에는 단순 지역구 의석수를 기준으로 각 당에 전국구 의석을 배분하여 왔으나, 17대 총선부터는 지역구 의원에 대한 표와 별도로 지지정당을 선택하는 두 번째 표를 부여하여 그 득표 비율에 따라 의석을 배분하게 되었다. 방식이 다소 복잡하긴 하나, 다양한 국민의 의견이 반영된다

## 같이 보기
- 비례대표제
- 간접 민주제